# Rupesh Kumar
Rupesh Kumar Kallyad Thazhathe Veetil (* 31. August 1979 in Sirpur) ist ein indischer Badmintonspieler.

## Karriere
Rupesh Kumar gewann 2002 seinen ersten Titel bei den indischen Einzelmeisterschaften. 2004 siegte er bei den Internationalen Meisterschaften von Indien und gewann die Südasienspiele sowie den Volant d’Or de Toulouse. 2006 und 2010 war er erneut bei den Südasienspielen erfolgreich. 2009 siegte er bei den Bitburger Open.

## Sportliche Erfolge
| Saison | Veranstaltung                          | Disziplin    | Platz | Name                              |
| ------ | -------------------------------------- | ------------ | ----- | --------------------------------- |
| 2002   | Indien: Einzelmeisterschaften          | Herrendoppel | 1     | Markose Bristow / Rupesh Kumar    |
| 2003   | Indien: Einzelmeisterschaften          | Herrendoppel | 1     | Marcos Bristow / Rupesh Kumar     |
| 2004   | Indien: Einzelmeisterschaften          | Herrendoppel | 1     | Rupesh Kumar / Sanave Thomas      |
| 2004   | Indien: Internationale Meisterschaften | Herrendoppel | 1     | Rupesh Kumar / Sanave Thomas      |
| 2004   | Südasienspiele                         | Herrendoppel | 1     | Rupesh Kumar / Markose Bristow    |
| 2004   | Volant d’Or de Toulouse                | Herrendoppel | 1     | Rupesh Kumar / Sanave Thomas      |
| 2005   | Indien: Einzelmeisterschaften          | Herrendoppel | 1     | Rupesh Kumar / Sanave Thomas      |
| 2006   | Indien: Einzelmeisterschaften          | Herrendoppel | 1     | Rupesh Kumar / Sanave Thomas      |
| 2006   | Südasienspiele                         | Herrendoppel | 1     | Rupesh Kumar / Sanave Thomas      |
| 2007   | Indien: Einzelmeisterschaften          | Herrendoppel | 1     | Rupesh Kumar / Sanave Thomas      |
| 2008   | Croatian International                 | Herrendoppel | 1     | Rupesh K.T. Kumar / Sanave Thomas |
| 2008   | Indien: Einzelmeisterschaften          | Herrendoppel | 1     | Rupesh Kumar / Sanave Thomas      |
| 2009   | Indien: Einzelmeisterschaften          | Herrendoppel | 1     | Rupesh Kumar / Sanave Thomas      |
| 2009   | Bitburger Open                         | Herrendoppel | 1     | Rupesh Kumar / Sanave Thomas      |
| 2010   | Südasienspiele                         | Herrendoppel | 1     | Sanave Thomas / Rupesh Kumar      |
| 2010   | Commonwealth Games                     | Team         | 2     | Indien                            |